# パオロ・ゴッツィ
パオロ・ゴッツィ（Paolo Gozzi、2001年4月25日 - ）は、イタリア・トリノ出身のサッカー選手。ジェノアCFC所属。ポジションはDF。

## クラブ経歴
2019年4月13日、セリエAのS.P.A.L.戦にて17歳でトップチームデビューとプロデビューを果たした。
2021年7月21日、セグンダ・ディビシオンに所属するCFフエンラブラダへの1シーズンのレンタル移籍が発表された。
2022年8月19日、ジェノアCFCへの完全移籍が発表された。